# Herrschaft (territorium)
Et Herskab (tysk: Herrschaft) eller en Herlighed (hollandsk: Hoge heerlijkheid eller vrije heerlijkheid, fransk: Seigneur eller Dame, engelsk: Lord of the manor) var et delvist selvstyrende område i Det tysk-romerske Rige (indtil 1806) og nogle af nabolandene. 
Herskaberne blev styrede af lavadelige, fx herrer, riddere eller friherrer. Et herskab kan sammenlignes med et lensbaroni.   
Rigsridderne (tysk Reichsritter) var rigsumiddelbar ridder (ritter). Ridderen, hans familie og undersåtter var altså ikke underlagt andre lensherrer end kejseren. Dermed var rigsriddernes territorier (herligheder) strengt taget selvstændige stater, selv om de var små og ofte bare omfattede en borg eller nogle få bygninger med tilhørende land. Rigsridderne var imidlertid ikke regnet som rigsstand og kunne ikke møde på rigsdagene.
Med grundlæggelsen af Rhinforbundet i 1806 blev titlen afskaffet og rigsriddernes territorier blev indlemmet i nabostaterne (mediatiseret).

## Tyske Forbund
I Det Tyske Forbund (1815–1866) var enkelte af herskaberne repræsenteret i overhusene i nogle af stænderforsamlingerne eller landdagene.

## Herskabet Hessenstein
I det danske monarki var den nuværende kommune Panker i Østholsten kendt som Herrschaft Hessenstein. I slutningen af 1700-tallet og begyndelsen af 1800-tallet var området et Fideikommis under landgreverne af Hessen-Kassel. Siden 2013 har Donatus af Hessen administreret Godset Panker. 
I 1830'erne repræsenterede Carl af Hessen de fyrstelige hessenske godser (Herrschaft Hessenstein) i den holstenske stænderforsamling (en forløber for provinslanddagen i Slesvig-Holsten).

## Seigneur of Sark eller Dame of Sark
Den lille ø Sark er en af Kanaløerne. Øen er blevet kaldt Europas sidste feudale stat. Posten som regent over Sark er arvelig, og han eller hun har titlen Seigneur of Sark eller Dame of Sark.

## Seigneur som adelig titel i Frankrig
I Frankrig skulle regenterne over landområder, der var for små til at være hertugdømmer eller grevskaber tiltales Seigneur, Sire eller Dame.
Før Bourbon blev til Hertugdømmet Bourbonnais i 1327, førte regenten titlen Seigneur eller Dame.